# Stemodia lathraia
Stemodia lathraia är en grobladsväxtart som beskrevs av W.R. Barker. Stemodia lathraia ingår i släktet Stemodia och familjen grobladsväxter. Inga underarter finns listade i Catalogue of Life.